# Porte du Cachemire
La Porte du Cachemire (anglais : Kashmere Gate; hindi : कश्मीरी गेट; ourdou : کشمیدی گیٹ), située à Delhi, est la porte du nord pour entrer dans Old Delhi. Elle fut construite en 1835.

## Photos

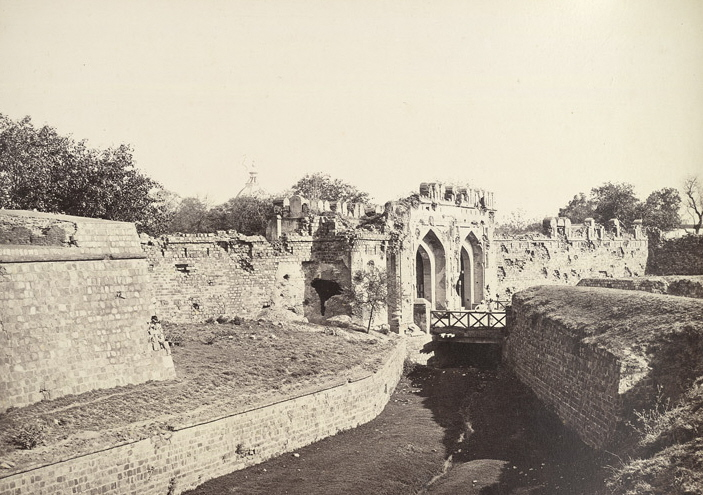
La Porte du Cachemire en 1857.
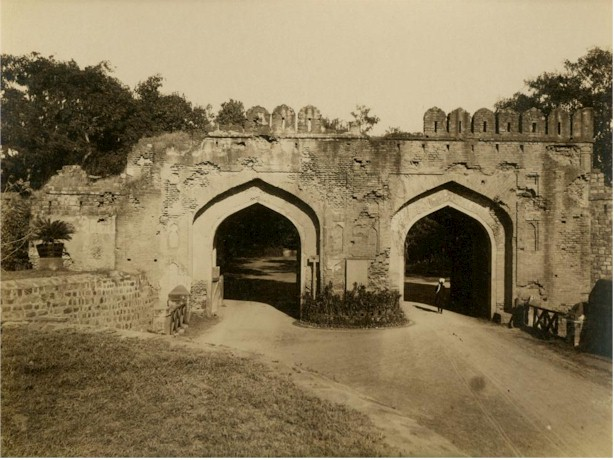
La Porte du Cachemire en 1865.